# Lutherkirche (Solingen)
Die evangelische Martin-Luther-Kirche in der Solinger Stadtmitte wurde zwischen 1898 und 1901 nach Plänen der Architekten Adolf Cornehls und Arno Eugen Fritsche an der Kölner Straße erbaut. Das Bauwerk steht seit dem 9. August 1988 unter Denkmalschutz.

## Architektur
Die Kirche präsentiert sich als massiver neoromanischer Zentralbau auf dem Grundriss eines lateinischen Kreuzes. Das Gebäude erhebt sich 2,50 Meter über dem Straßenniveau. Ein aus Basalt bestehender Sockel und die Außenwände aus Grauwacke verleihen dem Bau eine massive und monumentale Note. Der Vierungsturm hat eine Höhe von 85 Metern und wird von vier Strebetürmen umrahmt. Damit verfügt die Lutherkirche über den höchsten Kirchturm in Solingen. Obenauf sitzt eine schlanke, achteckige Turmspitze. Das mächtige Portal der Kirche weist eine Vielzahl an skulpturalem Schmuck im neoromanischen Stil auf. 
Im Innern der Kirche ist vom ursprünglichen Bilderschmuck nur das Abendmahlsrelief des Berliner Bildhauers Wilhelm Haverkamp erhalten.:31

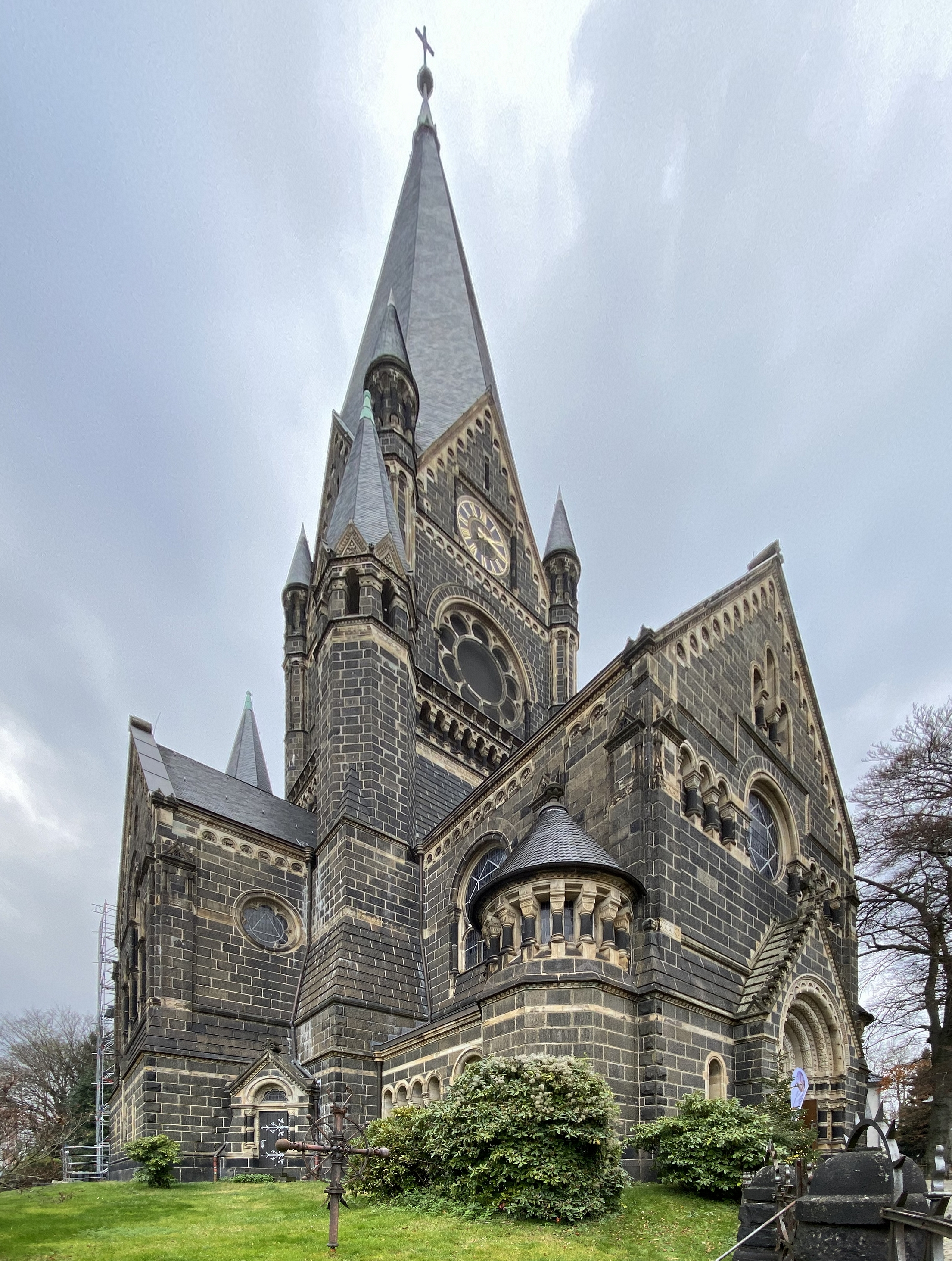
Ansicht von Süden
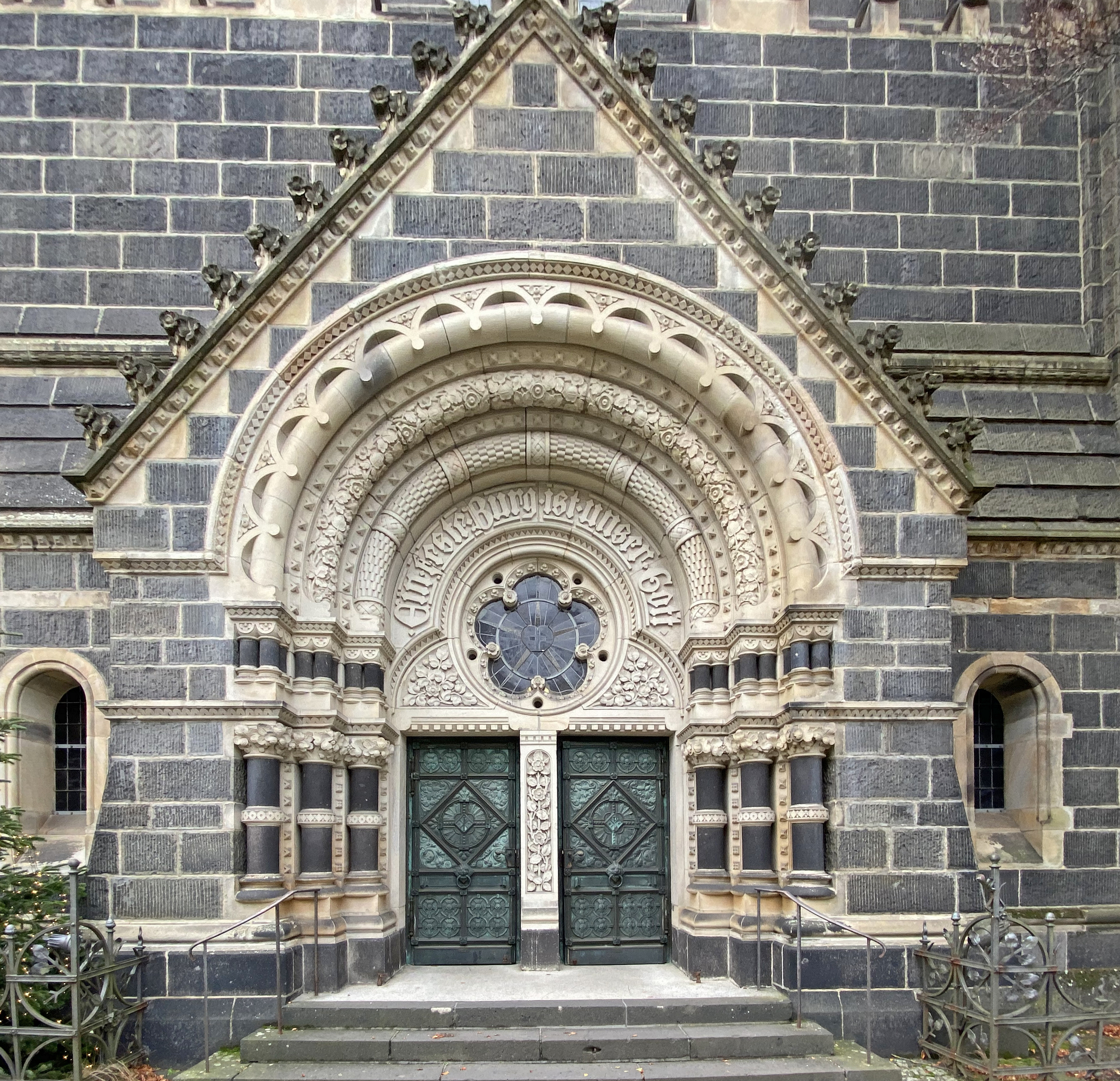
Hauptportal
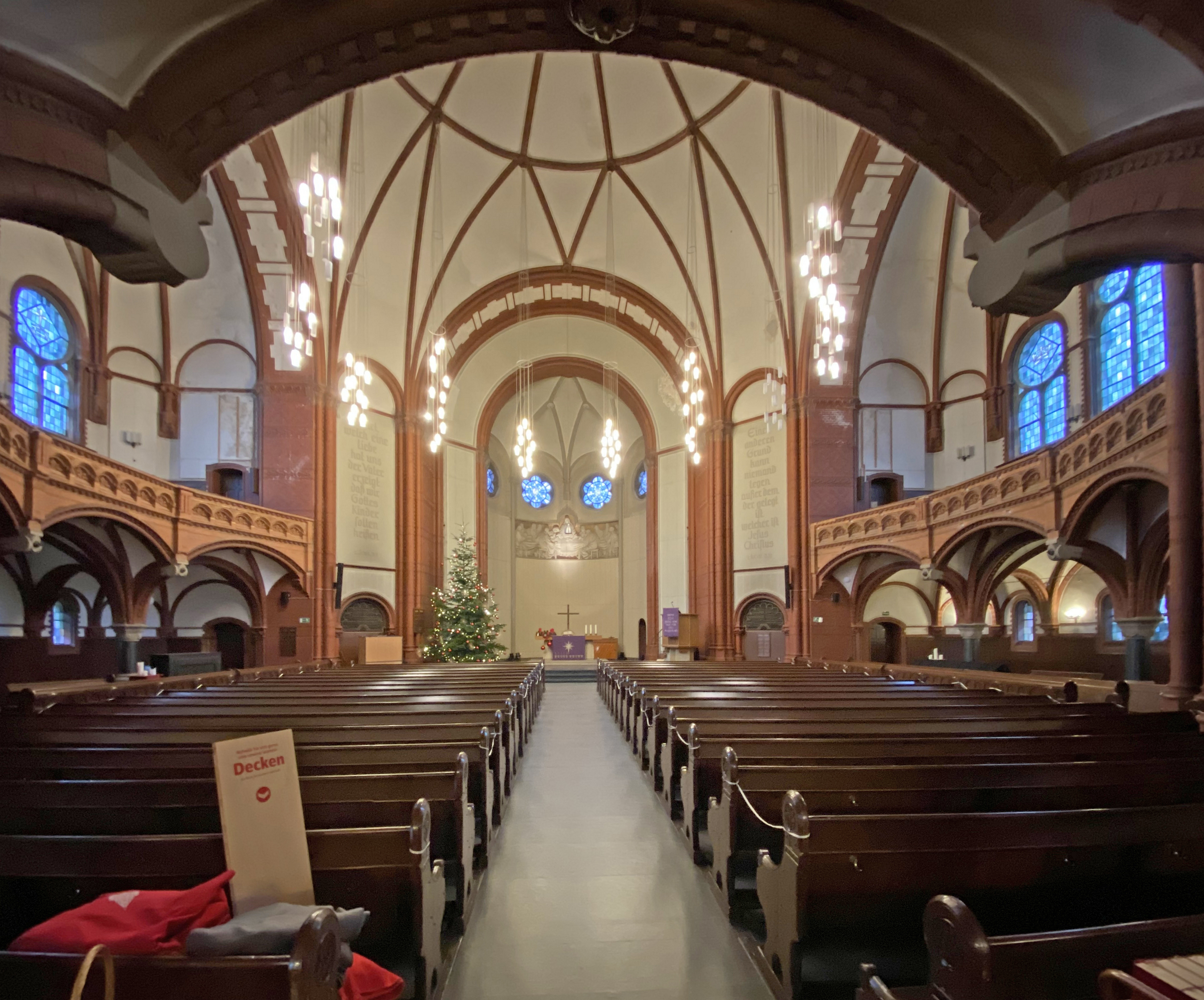
Zentralraum in Richtung Altarraum
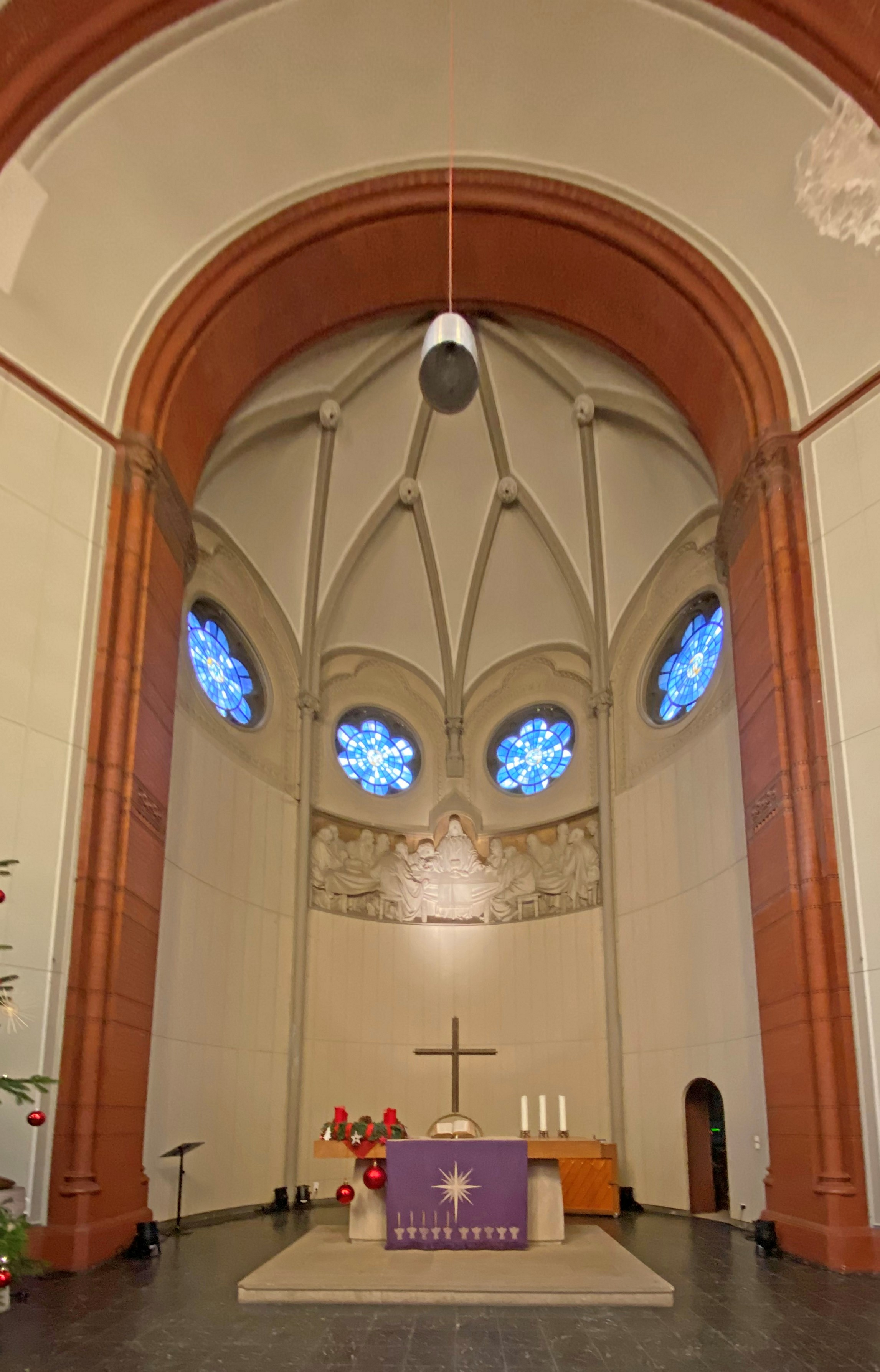
Altarraum
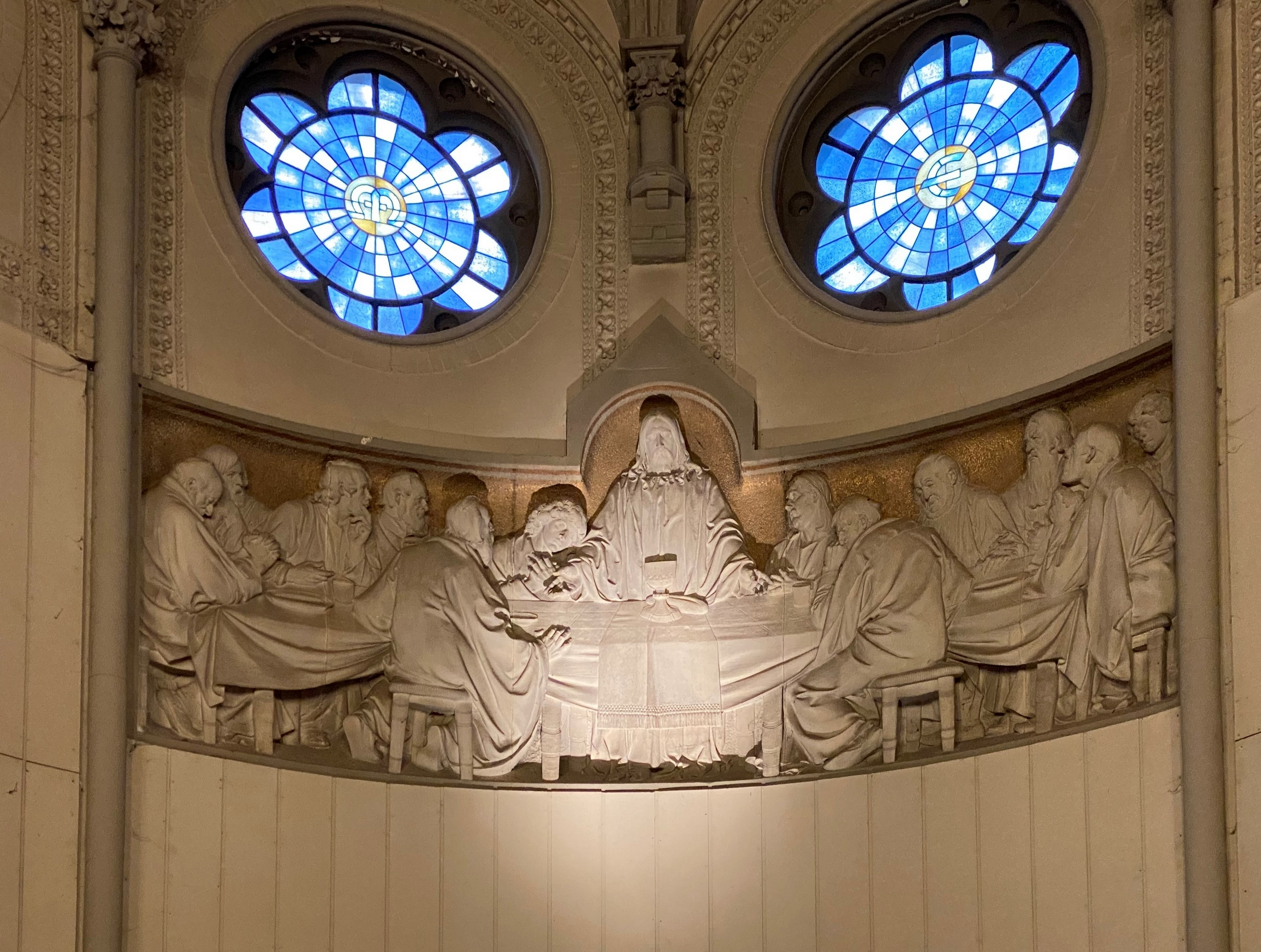
Abendmahlrelief
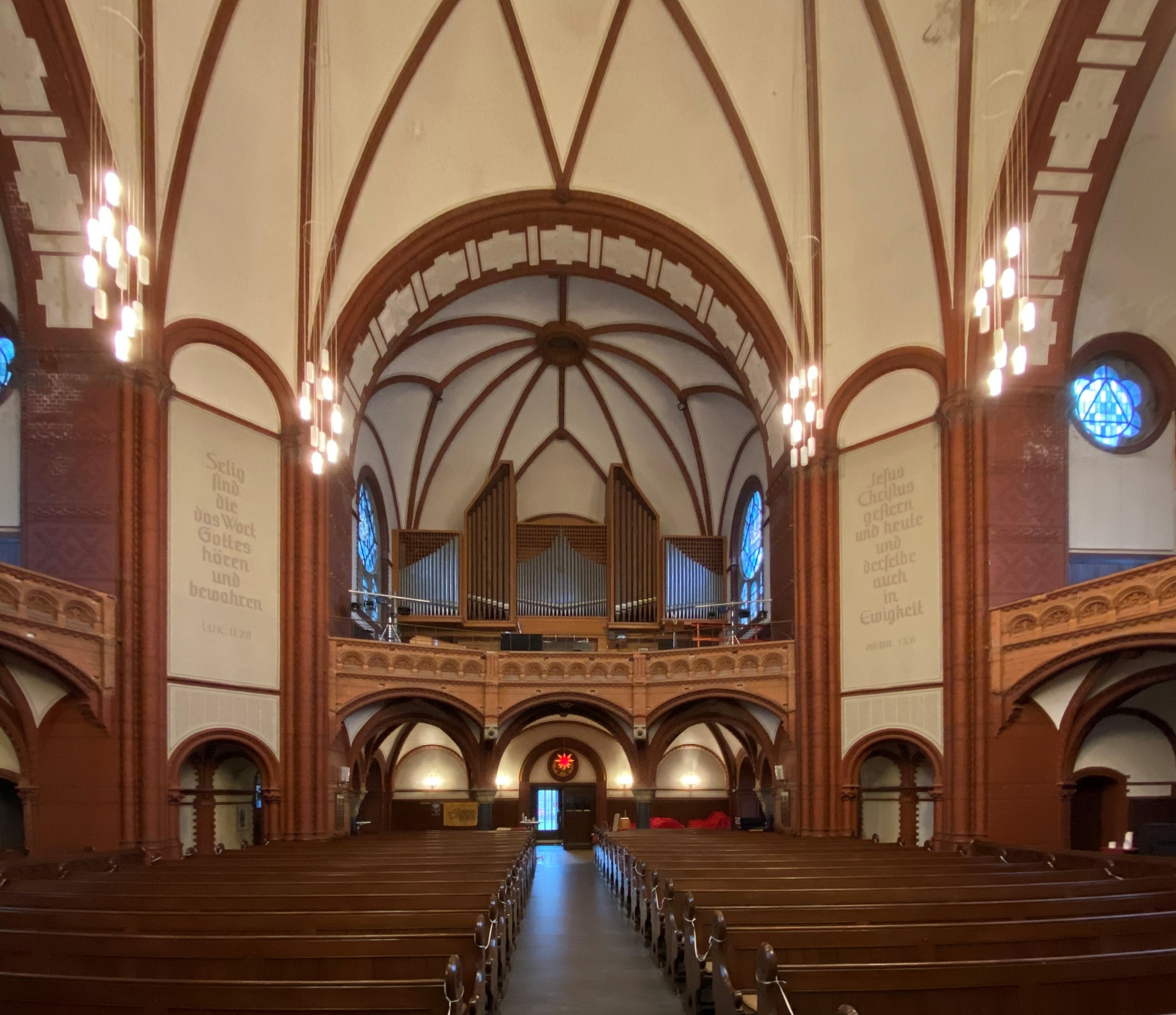
Zentralraum in Richtung Orgelempore
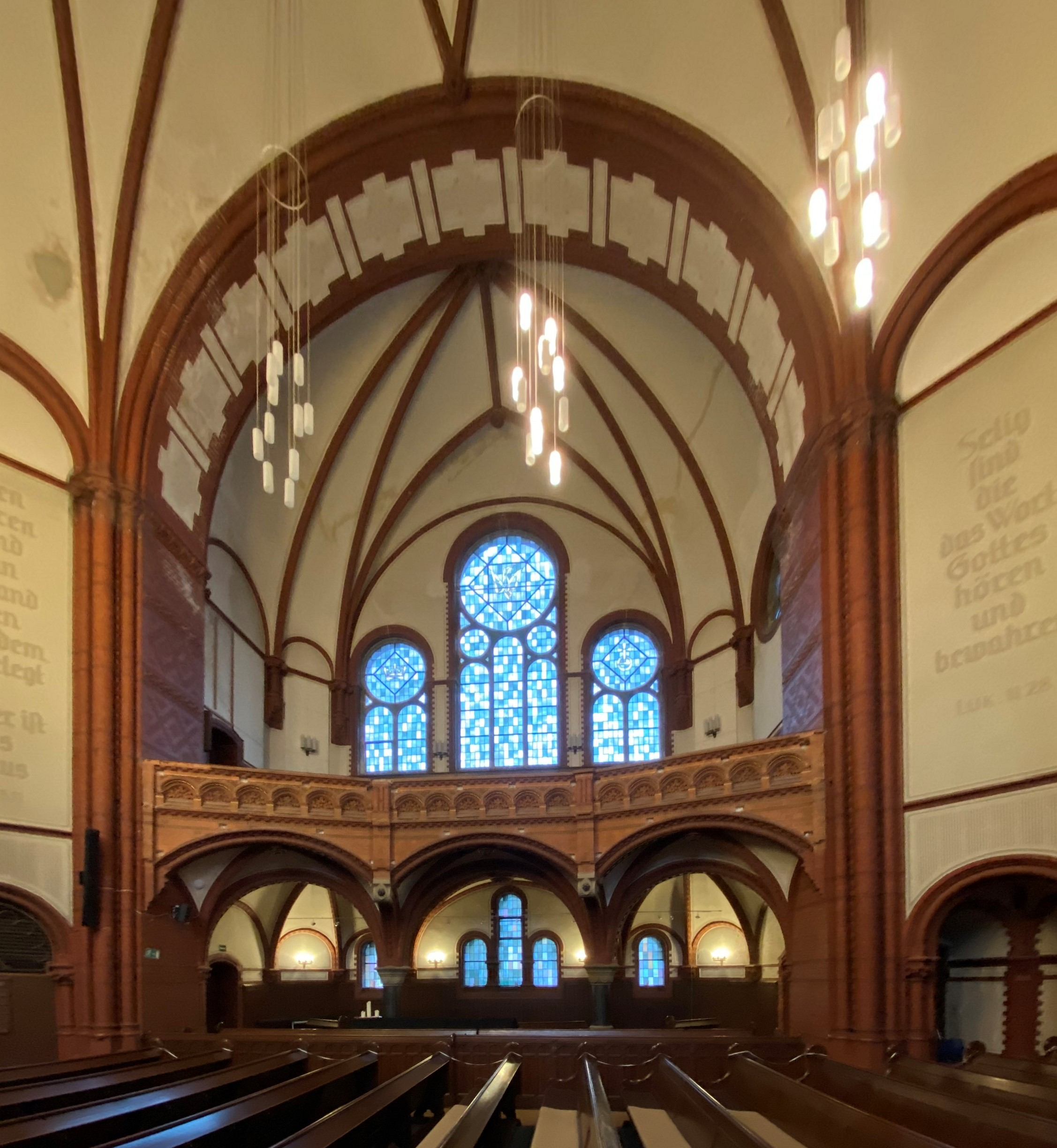
Rechter Seitenraum

## Geschichte
Nachdem Ende des 19. Jahrhunderts in der evangelischen Kirchengemeinde Überlegungen für einen Kirchenneubau in Solingen aufkamen, erwarb die Gemeinde 1895 ein Grundstück an der heutigen Martin-Luther- und der Kölner Straße (Bundesstraße 229) im Süden der Stadt, auf dem sich die 1840 erbaute Villa Jellinghaus befand. Es lag verkehrsgünstig in der Nähe des Südbahnhofs.
Mit dem Bau der Kirche wurden die Elberfelder Architekten Adolf Cornehls und Arno Eugen Fritsche beauftragt. Im krassen architektonischen Gegensatz zur Anfang der 1890er Jahre errichteten neugotischen katholischen Kirche St. Clemens im Norden der Stadt entschied man sich für einen neoromanischen Zentralbau. Am 31. Juli 1898 begannen die Bauarbeiten; drei Jahre später, am 31. Oktober 1901 wurde der Neubau zunächst unter dem Namen Neue Kirche eingeweiht. Im Jahre 1914 erhielt die Kirche den Namen des Reformators Martin Luther. Parallel zur Solinger Lutherkirche planten die beiden Architekten auch den Bau der Görlitzer Lutherkirche, die dem Solinger Bau sehr ähnlich ist.:29f.
Während des Zweiten Weltkriegs wurden die Glocken der Kirche eingeschmolzen. Zusätzlich zu einem unachtsam entfernten Blindgänger erlitt das Bauwerk einige Beschädigungen durch die Luftangriffe auf Solingen Anfang November 1944. Im Gegensatz zu den beiden anderen Kirchen in der Solinger Innenstadt konnte die Lutherkirche jedoch im ursprünglichen Zustand wiederaufgebaut werden. In der Folgezeit sorgten aufwändige Renovierungsarbeiten für den Erhalt des Gebäudes. In den 1990er Jahren mussten bauliche Mängel der Fassade aufwendig behoben werden.:29f.
Im Jahre 2011 drohte die Aufgabe der Kirche, da die Gemeinde seit geraumer Zeit unter Mitgliederschwund litt und die Mittel für die Instandhaltung nicht länger aufbringen konnte. Nach massivem Widerstand in der Bevölkerung gegen diese Entscheidung kam der Gemeinde umfangreiche finanzielle Unterstützung vonseiten der Öffentlichkeit zu. Die Unterhaltung der Kirche konnte auf diese Weise zunächst gewährleistet werden.

## Ausstattung
Die heutige Orgel ist bereits die fünfte Orgel der Kirche. Das Instrument wurde 1960 eingeweiht, erbaut von dem Orgelbauer Weyland unter Verwendung von Teilen des Gehäuses und des Pfeifenmaterials eines Vorgängerinstruments von Orgelbau Seiffert. Die Orgel hat 53 Register auf Taschenladen; die Traktoren sind elektropneumatisch.
| I Hauptwerk C– |                 |        |
| 01.            | Praestant       | 16’    |
| 02.            | Octave          | 08’    |
| 03.            | Offenflöte      | 08’    |
| 04.            | Gemshorn        | 08’    |
| 05.            | Superoctave     | 04’    |
| 06.            | Gedecktflöte    | 04’    |
| 07.            | Feldpfeife      | 02’    |
| 08.            | Quinte          | 02 ⁄3’ |
| 09.            | Großmixtur V-VI |        |
| 10.            | Scharf IV       |        |
| 11.            | Trompete        | 16’    |
| 12.            | Trompete        | 08’    |

| II Schwellwerk C– |                |         |
| 13.               | Gedecktpommer  | 16’     |
| 14.               | Principal      | 08’     |
| 15.               | Rohrgedeckt    | 08’     |
| 16.               | Spitzgamba     | 08’     |
| 17.               | Octave         | 04’     |
| 18.               | Nachthorn      | 04’     |
| 19.               | Rohrquinte     | 02 ⁄3’  |
| 20.               | Superoctave    | 02’     |
| 21.               | Koppelflöte    | 02’     |
| 22.               | Querpfeife     | 01’     |
| 23.               | Terz           | 01 3⁄5’ |
| 24.               | Mixtur VI-VIII |         |
| 25.               | Terzcimbel III |         |
| 26.               | Trompete       | 08’     |
| 27.               | Rohrschalmey   | 04’     |

| III Oberwerk C– |                    |        |
| 28.             | Quintadena         | 08’    |
| 29.             | Gedeckt            | 08’    |
| 30.             | Principal          | 04’    |
| 31.             | Rohrflöte          | 04’    |
| 32.             | Octave             | 02’    |
| 33.             | Quinte             | 01 ⁄3’ |
| 34.             | Terzglockenton II  |        |
| 35.             | Scharfcimbel IV-VI |        |
| 36.             | Rankett            | 16’    |
| 37.             | Krummhorn          | 08’    |
| 38.             | Schalmeyregal      | 04’    |

| Pedalwerk C– |                  |         |
| 39.          | Principalbass    | 16’     |
| 40.          | Subbass          | 16’     |
| 41.          | Quinte           | 10 2⁄3’ |
| 42.          | Octavbass        | 08’     |
| 43.          | Gdecktbass       | 08’     |
| 44.          | Choralbass       | 04’     |
| 45.          | Spitzflöte       | 04’     |
| 46.          | Gemshorn         | 02’     |
| 47.          | Rauschpfeife III |         |
| 48.          | Hintersatz VI    |         |
| 49.          | Contrafagott     | 32’     |
| 50.          | Posaune          | 16’     |
| 51.          | Baßtrompete      | 08’     |
| 52.          | Klarine          | 04’     |
| 53.          | Cornett          | 02’     |

- Koppeln: II/I, III/I, III/II, I/P, II/P, III/P
- Spielhilfen: Setzerkombination, Walze, Pleno, Tutti
- Effektregister: Zimbelstern